# François-Paul-Émile Boisnormand de Bonnechose
François-Paul-Émile Boisnormand de Bonnechose (* 18. August 1801 in Leyendorp (Niederlande); † 15. Februar 1875 in Paris) war ein französischer Historiker und Dichter.

## Leben
François-Paul-Émile Boisnormand de Bonnechose, Sohn eines Emigranten, war ein Bruder des Kardinals und Erzbischofs von Rouen, Henri-Marie-Gaston Boisnormand de Bonnechose, selbst aber Protestant. Er trat nach dem Abschluss seines Besuchs der Militärschule Saint-Cyr (1818) in die französische Armee ein, wurde während der Restauration 1825 Lieutenant, dann Stabsoffizier, nahm 1829 seinen Abschied vom Militärdienst und erhielt von König Karl X. die Bibliothekarstelle im Schloss Saint-Cloud, die er auch unter Louis-Philippe I. beibehielt. Von 1850 bis 1853 war er Konservator mehrerer Bibliotheken der Zivilliste, unter anderem derjenigen von Versailles und Trianon. Er starb am 15. Februar 1875 im Alter von 73 Jahren in Paris.
1849 wurde er zum assoziierten Mitglied der Académie royale des Sciences, des Lettres et des Beaux-Arts de Belgique gewählt.
Neben den unten angeführten Werken lieferte Bonnechose u. a. Beiträge zum Complément du Dictionnaire de l’Académie, zur Revue chrétienne und zur Revue contemporaine. Ferner war er Vorsitzender der Société biblique.

## Werke (Auswahl)
- Bolivar, Paris 1831
- La mort de Bailly, Gedicht, 1833 (von der Académie française preisgekrönt)
- Histoire de France, ou exposé des faits principaux accomplis dans cette contrée depuis l’invasion des Francs sous Clovis jusqu’à l’avènement de Louis-Philippe Ier, 2 Bde., 1834; 16. Aufl. 1874; deutsch Leipzig 1865
- Histoire sacrée. Précis historique de la Bible, 1838; 2. Aufl. 1847
- Les réformateurs avant la réforme du XVe siècle : Jean Hus, Gerson et le concile de Constance, 2 Bde., 1844, 3. Aufl. 1860
- Christophe Sauval, ou la société en France sous la Restauration, kulturhistorische Studie, 2 Bde., 1845, 2. Aufl. 1864
- Géographie physique, historique et politique de la France, 1847; 2. Aufl. 1866
- Chances de salut et les conditions d’existence de la société actuelle, 1850 (behandelt das Thema der sozialen Frage)
- Les quatre conquêtes de l’Angleterre, son histoire et ses institutions sous les Romains, les Anglo-Saxons, les Danois et les Normands, 2 Bde., 1851
- Histoire d’Angleterre jusqu’à l’époque de la Révolution française, 4 Bde., 1859
- Bertrand du Guesclin, 1866
- Lazare Hoche, 1867
- La crise actuelle dans l’Église réformée de France, 1868